# Pseudomicrocara thunguttiensis
Pseudomicrocara thunguttiensis es una especie de coleóptero de la familia Scirtidae.

## Distribución geográfica
Habita en Nueva Gales del Sur (Australia).